# ヨハン・クーナウ
ヨハン・クーナウ（Johann Kuhnau, 1660年4月6日 - 1722年6月5日）は、ドイツ・バロック音楽の作曲家、オルガニスト、チェンバロ奏者。

## 生涯
ドイツ・ザクセン州ガイジング（de:Geising）で大工の息子として生まれたクーナウは、ドレスデンの著名なキリスト教学校に奨学生として通った。その後ライプツィヒで法学を学び、ツィッタウにおいてカントルの地位についた。1682年、クーナウはライプツィヒに戻る。そしてこの地で1684年から聖トーマス教会のオルガニストを務め、さらに1701年からはヨハン・シェッレ（de:Johann Schelle）の後任として同教会トーマスカントルの地位に就き、1722年に逝去するまで生涯にわたりその地位にあった。彼の後任のトーマスカントルはJ.S.バッハである。加えて、クーナウは同じく1701年から、大学音楽監督となった。
ライプツィヒ時代のクーナウの教え子には、ヨハン・ダーフィト・ハイニヒェン、クリストフ・グラウプナー、ヨハン・フリードリヒ・ファッシュなどがいる。

## 作品
クーナウの作品は、鍵盤楽器のための楽曲が良く知られている。
1700年にライプツィヒで出版された彼の鍵盤楽器のための作品「聖書の物語の音楽的描写」、通称「聖書ソナタ」は旧約聖書の物語に基づく6つのソナタから構成されている。このソナタは、その標題音楽的な性格から有名で、例えばソナタ第1番「ダヴィデとゴリアテの戦い」の中では、石を投げるダヴィデを32分音符の急速な音階で、それに倒れるゴリアテを二オクターヴ近い下降音型で、ユーモアをもって描写している。
その他の鍵盤楽器のための作品として「新鮮なクラヴィーアの果実 Frische Clavier Früchte」や「新クラヴィーア練習曲集 」(1692年出版)などが挙げられるが、どちらもイタリアのトリオ・ソナタの三楽章構成の様式をそのまま鍵盤楽器に転用している。また、トーマスカントルの後任であったJ.S.バッハはクーナウの音楽に強い興味を示していたが、彼の「クラヴィーア練習曲集」という名前はクーナウの「新クラヴィーア練習曲集 」から直接影響を受けているとされる。
教会音楽の分野では、コラール・カンタータをいくつか残している。